# Epiphone Sheraton
La guitare Epiphone Sheraton est une guitare électrique, quart de caisse, de la collection "Archtops" distribuée en exclusivité par la marque Epiphone.

## Descriptif
Gibson rachète Epiphone en 1957, et commercialise les produits phares de la marque Epiphone tout en ajoutant de nouveaux modèles inspirés de ses propres guitares. La Sheraton est ainsi fortement inspirée du design de la Gibson ES-335 comme de son électronique. La rupture la plus évidente avec la gamme Epiphone authentique est la réduction du diapason de 64,8 cm à 62,9 cm, suivant la norme Gibson.
La différence principale entre la Sheraton et la Gibson ES-335 réside dans la forme de sa tête. Alors que les ES-335 comportaient un vibrato, la Sheraton possédait un cordier Frequensator.

## La Sheraton II
La différence notable de cette version de la Sheraton est l'abandon du Frequensator. C'est le second modèle qui est devenu le plus populaire et les anciens modèles sont devenus très rares. Le sunburst a récemment changé. Alors que sa version originale était une transition du noir au rouge, elle est maintenant du noir au orange. Les raisons de ce changement n'ont jamais été révélées.
La Sheraton II existe en version gaucher mais uniquement avec un fini Sunburst.

## Utilisateurs réputés
John Lee Hooker avec sa John Lee Hooker Signature était le plus réputé utilisateur de Sheraton. On peut aussi citer Noel Gallagher qui lui aussi a eu droit à son modèle, la Sheraton Supernova disponible avec quatre finis différents.